# Janis Joplin
Janis Lyn Joplin (Port Arthur, Texas, 19 de gener de 1943 – Hollywood, Califòrnia, 4 d'octubre de 1970) fou una cantant de rock and roll i blues; la seva veu i el seu esperit rebel la convertiren en una de les artistes més estimades del moviment contracultural de la dècada del 1960.
Va ser el símbol femení de la contracultura d'aquella dècada i la primera dona a ser considerada una gran estrella del rock and roll. El 1995 va ingressar al Saló de la fama del Rock. L'any 2004 la revista Rolling Stone la va situar al lloc 46 dels 100 millors artistes de tots els temps. Durant l'any 2008, la mateixa publicació la va considerar la número 28 dels millors 100 cantants de tots els temps.

## Primers anys: 1943-1961

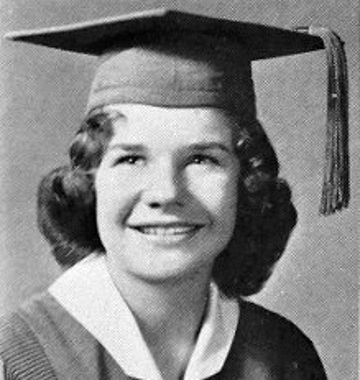
Joplin en el seu últim any a l'escola secundària, 1960

Janis Joplin va néixer a Port Arthur, Texas, el 19 de gener de 1943, filla de Dorothy Bonita East (15 de febrer de 1913 - 13 de desembre de 1998), registradora en una universitat de negocis, i el seu marit, Seth Ward Joplin (19 d'abril de 1910 - 10 de maig de 1987), enginyer a Texaco (indústria d'oli i gas). Tenia dos germans menors, Michael i Laura. La família assistia a l'Església de Crist. Els Joplin van notar que Janis necessitava més atenció que els seus altres fills. Algunes vegades la seva mare havia dit: "Janis era infeliç, estava insatisfeta i no rebia prou atenció. La relació normal no era l'adequada." Com a adolescent, es va fer amiga d'un grup de pàries, un dels quals tenia discos d'artistes de blues com Bessie Smith, Ma Rainey i Lead Belly, de qui Joplin agafaria influència en la seva decisió d'esdevenir una cantant. Va començar a cantar als locals i a escoltar nous cantants de blues com ara Odetta, Billie Holiday i Big Mama Thornton.
A l'escola hi havia un pintor que cantava blues i música popular amb els amics. A l'escola secundària Thomas Jefferson de Port Arthur, Texas, Janis fou rebutjada i li deien coses com: "és una noia inadaptada, que llig, pinta i no odia els negres." Com a adolescent, va patir dermoabrassió. Altres nens de l'escola secundària es burlaven d'ella i li deien "porca", "boja", "amant negra" o "creep" ('estranya'). Entre els seus companys de classe hi havia el futur actor de cinema G. W. Bailey i l'entrenador de futbol americà de la NFL Jimmy Johnson. Joplin es va graduar en l'escola secundària el 1960 i va assistir a la Universitat Tecnològica de Lamar a Beaumont, Texas, durant l'estiu. Més tard entrà a la Universitat de Texas a Austin, tot i que no va completar els estudis allà. El diari del campus The Daily Texan en va publicar un perfil en l'edició del 27 de juliol de 1962, titulat "S'atreveix a ser diferent". L'article començava: "ella va descalça quan se sent com vol, porta Levis a classe perquè són més còmodes, i porta el seu Autoharp arreu on va, perquè en cas que tingui ganes de posar-se a cantar, que estigui a la mà. El seu nom és Janis Joplin."

## Carrera de cantant: 1962-1965

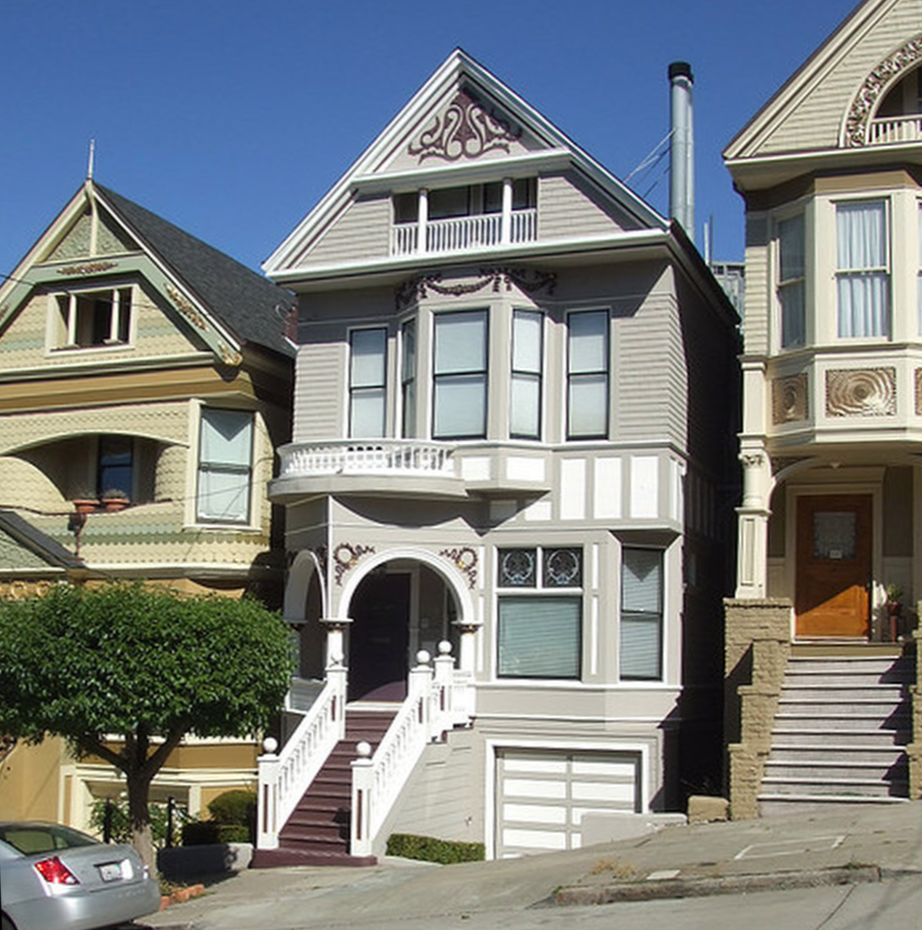
Casa de Joplin al 122 del carrer de Lió a Haight-Ashbury de San Francisco, Califòrnia. Hi vivia en la dècada de 1960 amb Country Joe McDonald

### Texas
Joplin va créixer influenciada per les seves heroïnes de blues i per la generació Beat. La seva primera cançó gravada en cinta va ser a casa d'un company estudiant de la Universitat de Texas el desembre de 1962, titulada «What Good Can Drinkin' Do».

### San Francisco
Va deixar Texas per anar a San Francisco ("només per estar lluny de Texas", va dir, "perquè el meu cap estava en un lloc molt diferent") el gener de 1963; s'instal·là a North Beach, San Francisco, Califòrnia. I després a Haight-Ashbury. El 1964, Joplin i el futur guitarrista Jorma Kaukonen, de Jefferson Airplane', van registrar una sèrie d'estàndards de blues, acompanyats a més per Margareta Kaukonen a la màquina d'escriure (com a instrument de percussió). Aquesta sessió inclou set temes: «Typewriter Talk», «Trouble in Mind», «Kansas City Blues», «Hesitation Blues», «Nobody Knows You When You're Down and Out», «Daddy, Daddy, Daddy» i «Long Black Train Blues», i va ser llançat més endavant com l'àlbum The Typewriter Tape. Al voltant d'aquest temps, el seu consum de drogues va augmentar, i va adquirir la reputació de "monstre de la velocitat" i consumidora d'heroïna ocasional. També consumia altres drogues psicoactives i era una gran bevedora; la seva beguda alcohòlica preferida era el Southern Comfort.
A principis de 1965, els amics de San Francisco de Joplin, notant els efectes físics de les seves injeccions de drogues per via intravenosa, com per exemple de metamfetamina, que era la més habitual, la van convèncer per tornar a Port Arthur, Texas. El maig de 1965, els amics de Joplin li van donar una part del lloguer perquè pogués tornar a casa.
Cinc anys més tard, Joplin diria a l'escriptor de la revista Rolling Stone David Dalton, sobre la seva primera temporada a San Francisco: "Jo no tenia gaires amics i no m'agraden els que vaig tenir".

### Tornada a Texas
De tornada a Port Arthur a la primavera de 1965, Joplin va canviar el seu estil de vida. Va evitar les drogues i l'alcohol, va adoptar un estil de pentinat rusc, i es va inscriure en antropologia a la Universitat de Lamar a Beaumont, Texas. Durant el seu temps a la Universitat de Lamar, es va mudar a Austin per dur a terme una vida en solitari, acompanyant-se amb la guitarra. Una de les seves actuacions va ser en una acció benèfica per a músics locals a Mance Lipscomb, per als que patien problemes de salut importants. Una altra de les seves actuacions va ser a l'Austin American-Statesman.
Joplin es va comprometre amb Peter de Blanc a la tardor de 1965. De Blanc vivia a Nova York, on treballava amb ordinadors IBM, i va anar a visitar-la, per demanar-li al seu pare la mà de Janis. Joplin i la seva mare van començar a planejar el casament. De Blanc, que viatjava sovint, va deixar els plans de matrimoni poc després que estigués tot organitzat.
Just abans d'unir-se a Big Brother and the Holding Company, Joplin va registrar set pistes d'estudi el 1965. Entre les cançons que va gravar hi havia la composició original de la cançó «Turtle Blues» i una versió alternativa de «Cod'ine» per Buffy Sainte-Marie. Aquestes pistes es van publicar més tard com un nou àlbum el 1995 titulat This is Janis Joplin 1965 de James Gurley.

## Big Brother and the Holding Company: 1966-1968

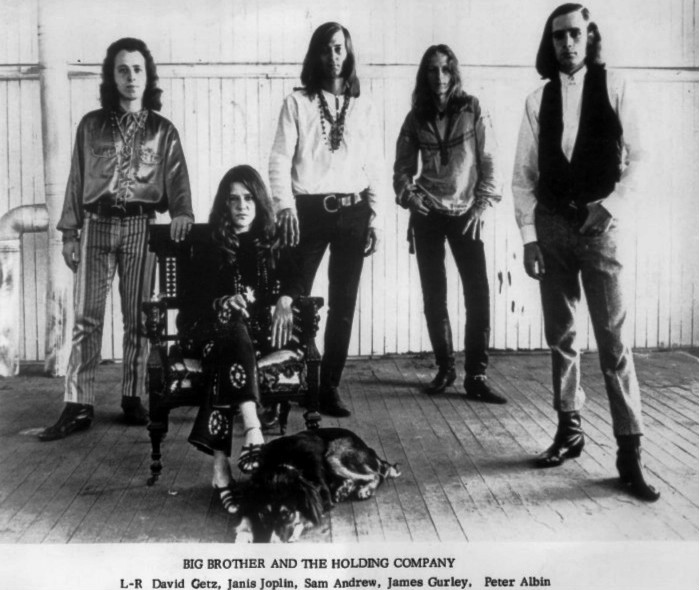
Joplin amb Big Brother and the Holding Company, al voltant de 1966-1967

El 1966, l'estil vocal de blues de Joplin va atreure l'atenció del rock psicodèlic de la banda Big Brother and the Holding Company, una banda que havia guanyat un cert renom entre la comunitat naixent hippie a Haight-Ashbury. Va ser reclutada per unir-se al grup de Chet Helms, un promotor que havia conegut a Texas i que en aquell moment era el gestor de Big Brother. Helms la va portar de tornada a San Francisco i es van unir, el 4 de juny de 1966. La seva primera actuació en públic amb ells va ser a l'Avalon Ballroom a San Francisco. Al juny, va ser fotografiada en un concert a l'aire lliure que se celebrà durant el solstici d'estiu. La imatge va ser publicada en dos llibres per David Dalton, la seva mostra abans que ella, va fer que Joplin tornés a caure en les drogues. A causa de la persuasió persistent per l'amic teclista i Stephen Ryder, Joplin va poder evitar l'ús de drogues durant diverses setmanes; ordenà al seu company de banda Dave Getz a prometre que l'ús d'agulles no es permetria al local d'assaig o a l'apartament o a les cases dels seus companys de banda a qui ella visitava. Un visitant es va injectar drogues davant de Joplin i Getz; Joplin amb ràbia recordà a Getz que havia trencat la promesa. Al juliol, els cinc companys de banda i el guitarrista James Gurley i la seva dona Nancy es van mudar a una casa a Lagunitas, Califòrnia, on van viure en comunitat. Sovint es divertien amb el grup Grateful Dead, que vivia a menys de dues milles de distància.

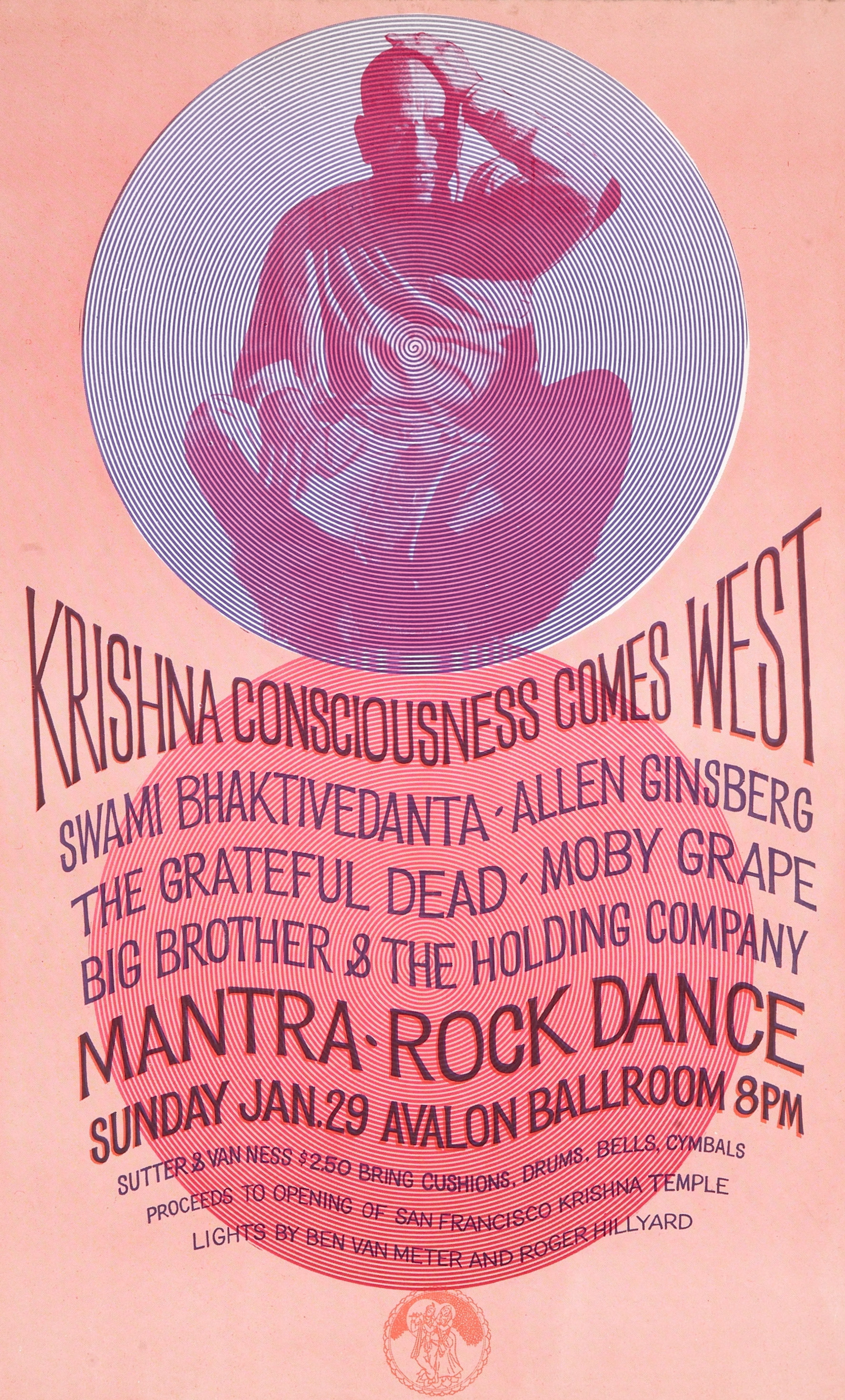
El cartell de Mantra-Rock Dance promocional que oferí Big Brother and the Holding Company

El 23 d'agost de 1966, durant un treball de quatre setmanes a Chicago, el grup va signar un acord amb el segell independent Mainstream Records. Joplin va patir recaigudes en la beguda quan ella i els seus companys de banda (excepte el baixista Peter Albin) es van unir a alguns "urbanites alcohòlics". Va ser a Califòrnia on Joplin va tornar a caure en el consum de drogues per via intravenosa. Nancy Gurley va ser una habilitadora. Tres anys més tard, Joplin, llavors en una banda diferent, es va informar de la mort de Gurley d'una sobredosi.
Una de les actuacions més primerenques de Joplin va ser l'any 1967 al Dance Mantra-Rock, un esdeveniment musical celebrat el 29 de gener a l'Avalon Ballroom pel temple Malati Dasi Hare Krishna a San Francisco. Janis Joplin i Big Brother realitzaren allà juntament amb el fundador Hare Krishna Bhaktivedanta Swami, Allen Ginsberg, Moby Grape i Grateful Dead, la donació de fons per al temple Krishna. A principis de 1967, es van reunir Joplin i Country Joe McDonald del grup Country Joe and the Fish. Van viure junts com a parella durant uns mesos. Joplin i Big Brother van començar tocant en clubs a San Francisco, als Fillmore West, Winterland i al saló Avalon. També van debutar en el Hollywood Bowl a Los Angeles, així com a Seattle, Washington i Vancouver, Colúmbia Britànica, un supermercat psicodèlic a Boston, Massachusetts, i el Golden Bear (club) a Huntington Beach, Califòrnia

### Cheap Thrills
Janis Joplin va exercir un paper primordial en la disposició i la producció de les gravacions que es convertirien en el segon àlbum de Big Brother and The Holding Company, Cheap Thrills. Durant l'enregistrament, Joplin digué "que fou la primera a entrar en l'estudi i l'última persona a sortir". L'àlbum tenia un disseny de coberta amb estil de contracultura dibuixat per Robert Crumb. Tot i que Cheap Thrills sonava com si consistís en enregistraments de concerts, com en «Combination of the Two» i «I Need a Man to Love»; només «Ball and Chain» es va gravar davant de públic; la resta de les pistes foren enregistraments d'estudi. L'àlbum tenia mala qualitat, incloent-hi el so de trencaments de vidre. Cheap Thrills va produir èxits molt populars amb «Piece of My Heart »i «Summertime». Juntament amb l'estrena de la pel·lícula documental Monterey Pop a Nova York al Lincoln Center el 26 de desembre de 1968. Cheap Thrills va aconseguir el número 1 en la Billboard 200 d'àlbums vuit setmanes després del seu llançament. L'àlbum va ser disc d'or i va vendre més d'un milió de còpies en el primer mes de llançament, el primer senzill de l'àlbum, «Piece of My Heart», va aconseguir el número 12 en la Billboard Hot 100 a la tardor de 1968.
La banda va fer una altra gira per la costa est als mesos de juliol i agost de 1968, a Colòmbia en una convenció a Puerto Rico del Festival de Folk de Newport i, després de tornar a San Francisco Joplin va anunciar que es retiraria de Big Brother. El 14 de setembre de 1968, una nit dels últims concerts junts, a Fillmore West, els aficionats s'amuntegaven en un dels concerts en el qual Bill Graham va fer publicitat com a l'últim concert oficial de Janis Joplin amb Big Brother and The Holding Company. L'obertura que actuà aquella nit foren els Chicago (encara anomenada Autoritat de Trànsit de Chicago) i els Santana.
Malgrat l'anunci de Graham que el concert de Fillmore West seria l'últim concert de Big Brother amb Joplin, la banda -amb Joplin encara com a vocalista- va fer una gira pels Estats Units. Dues actuacions en una pista de patinatge a Alexandria, Virgínia i Washington, DC, van ser revisades per John Segraves, un aficionat a l'òpera en el temps que va escriure: "la senyora Joplin, d'uns 20 anys, ha estat durant l'últim any la vocalista de Big Brother and The Holding Company, un quintet de rock. Janis Joplin, una popular cantant que cantà en el seu primer àlbum com a solista. El que ella fa i el que ella canta ho farà així perquè els seus talents vocals són il·limitats. Aquesta és la forma en què va arribar a través d'una enorme pista, de sostre alt, patinatge sobre rodes i sense gens d'acústica, però, per sort, un bon sistema de so darrere d'ella. En una habitació adequada, m'imagino que no hi hauria adjectius per a descriure-la." Més tard aquell mes d'octubre de 1968, Big Brother actuà a la Universitat de Massachusetts a Amherst i a l'Institut Politècnic de Worcester. Durant un concert al novembre al Guthrie Theater a Minneapolis, el baixista Peter Albin es va burlar de Joplin davant del públic, fent broma "que quan panteixava després d'acabar una cançó sonava com Lassie."

## Carrera en solitari: 1969-1970

### Kozmic Blues Band
Després de separar-se de Big Brother and The Holding Company, Joplin va formar un nou grup, la banda de blues Kozmic, composta per músics com el teclista Stephen Ryder i el saxofonista Cornelius "Snooky" Flowers, així com el guitarrista de Big Brother Sam Andrew i el futur baixista de Full Tilt Boogie Band Brad Campbell. La banda va ser influenciada per la Stax-Volt i bandes de la dècada de 1960 de rhythm and blues (R&B), com s'exemplifica per Otis Redding i The Bar-Kays. A principis de 1969, Joplin consumia aproximadament 200 $ d'heroïna per dia, tot i que es van fer esforços per mantenir-la neta durant la gravació d'I Got Dem Ol'Kozmic Blues Again Mama!. Gabriel Mekler, que va produir el Kozmic Blues, digué a la publicista Myra Friedman després de la mort de Joplin, "que el cantant havia viscut a casa seva durant les sessions de gravació de juny de 1969 i insistia perquè pogués mantenir-la allunyada de les drogues." Joplin amb la Kozmic Blues Band a Europa van ser vistos als cinemes amb el documental Janis, descrita pel Washington post el 21 de març de 1975. La pel·lícula mostra Joplin arribant a Frankfurt en avió i esperant dins d'un autobús al costat de la seu de Frankfurt, mentre que un fan nord-americà que està de visita a Alemanya expressa el seu entusiasme.

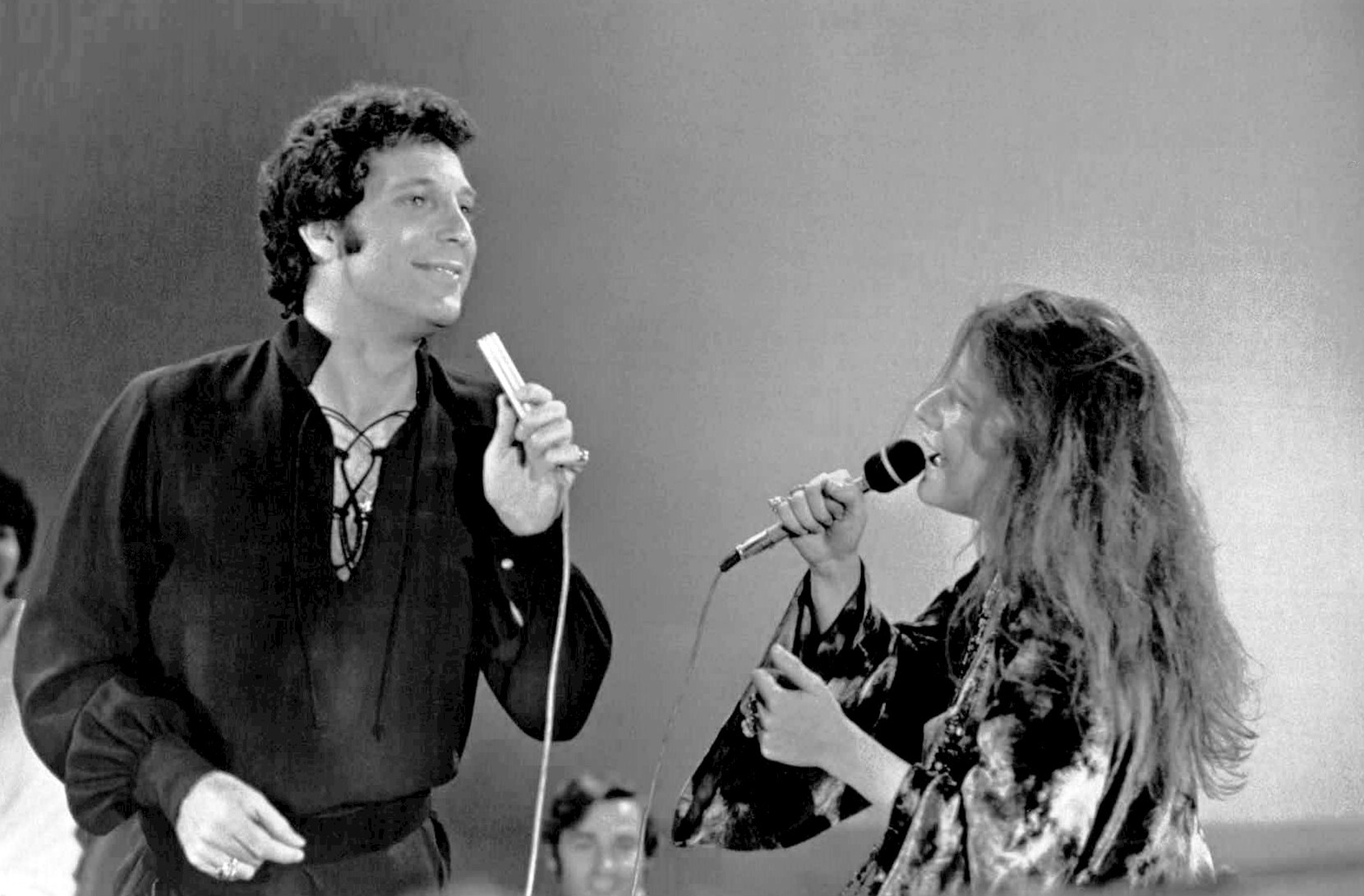
Joplin i Tom Jones cantant junts al programa de televisió This Is Tom Jones, a finals de 1969

Una altra pel·lícula es va fer basada en l'actuació de la banda a Estocolm amb la interpretació de Joplin de «Summertime». El documental de Janis també inclou entrevistes amb ella a Estocolm i de la seva visita a Londres per al seu concert al Royal Albert Hall. Després d'aparèixer a la televisió alemanya, la banda de blues Kozmic realitzà diversos programes de televisió americans. Al programa de televisió de Tom Jones, interpretaren «Little Girl Blue» i «Raise Your Hand», aquest últim amb Tom Jones cantant a duo amb Joplin. En un episodi de The Dick Cavett Show, van realitzar «Try (Just a Little Bit Harder)», així com «To Love Somebody». Dick Cavett va entrevistar Joplin, ella va admetre que patia un període de gira terrible a Europa, afirmà que el públic estava molt tens. També va revelar que era una gran fan de Tina Turner, dient que "era una cantant i ballarina increïble". Joplin i Turner també van actuar juntes en almenys una ocasió en el Madison Square Garden.

### I Got Dem Ol'Kozmic Blues Again Mama!
L'àlbum Kozmic Blues, publicat el setembre de 1969, va ser disc d'or, més tard, aquell any, però no va coincidir amb l'èxit de Cheap Thrills. Els comentaris del nou grup eren diversos. No obstant això, la qualitat de gravació i l'enginyeria del registre, així com la musicalitat es consideren superiors a les versions anteriors, i alguns crítics musicals van argumentar que la banda estava treballant d'una manera molt més constructiva per donar suport als talents vocals sensacionals de Joplin. Janis volia una secció de vent semblant a la que apareix al grup Chicago.
Alguns crítics de la música, incloent-hi Ralph J. Gleason del San Francisco Chronicle, van ser negatius respecte a les crítiques. Gleason va escriure que la nova banda havia estat un "arrossegament" i Joplin "ferralla".
En altres crítiques, com les de Carl Bernstein del Washington Post, generalment ignoraven els defectes de la banda i van publicar articles sencers dedicats a "la màgia de la cantant". En general, la premsa es va concentrar més en la seva sortida de Big Brother en lloc de en les qualitats de la nova gravació.
Columbia Records va llançar «Kozmic blues» com a senzill promocional, que va aconseguir el lloc #41 en el Billboard Hot 100, i una versió en viu de «Raise Your Hand» que va ser llançada a Alemanya i es va convertir en un Top Ten allà. Contenia altres èxits com «Try (Just a Little Bit Harder)», «To Love Somebody» i «Little Girl Blue». I Got Dem Ol'Kozmic Blues Again Mama! va aconseguir el número 5 en la Billboard 200 poc després del seu llançament.

### Woodstock
Joplin es va presentar a Woodstock aproximadament a les 2.00 am. del diumenge 17 d'agost. Després dels Creedence Clearwater Revival. Segons els informes, malgrat no saber res de l'existència del festival fins uns dies abans, els promotors de Woodstock l'anunciaren com a cap de cartell. Es va convertir així en un dels principals atractius de l'històric concert. La seva amiga Peggy Caserta afirma en el seu llibre Going Down With Janis (1973) que va encoratjar Joplin a actuar a Woodstock.
Joplin va veure l'enorme multitud i es va posar nerviosa a l'instant. En aterrar i baixar de l'helicòpter que els portava, Joplin va ser abordada per periodistes, que van començar a fer-li preguntes. Ella estava massa excitada per parlar. Inicialment Joplin estava ansiosa per pujar a l'escenari i actuar, però es van retardar, com altres bandes. Davant d'una espera de deu hores després d'arribar a la zona de darrere de l'escenari, va consumir heroïna amb Caserta i ingeriren alcohol, així que en el moment en què va arribar a l'escenari estava borratxa i afectada pels efectes de l'heroïna. Durant l'actuació, tenia la veu ronca i li costava moltíssim ballar.
Al llarg de l'actuació sovint va parlar a la multitud, preguntant-li "si tenien tot el que necessitaven".

## Mort
«Mercedes Benz» és l'última cançó escrita per Janis Joplin. La cançó va ser gravada en una sola presa l'1 d'octubre de 1970. Aquestes van ser les últimes pistes que es van registrar de Joplin; va morir tres dies més tard, el 4 d'octubre, a causa d'una sobredosi d'heroïna, potser combinada amb alcohol, a l'habitació 105 del Landmark Motor Hotel de Hollywood. La cançó va aparèixer en l'àlbum Pearl, publicat el 1971.
Joplin va morir amb 27 anys, per la qual cosa se la considera en el grup d'artistes del rock morts tràgicament amb aquesta edat i que hom coneix amb el nom de Club dels 27.

## Discografia
Àlbums d'estudi
| Títol                                  | Banda                               | Data | Companyia          |
| -------------------------------------- | ----------------------------------- | ---- | ------------------ |
| Big Brother & the Holding Company      | Big Brother and the Holding Company | 1967 | Mainstream Records |
| Cheap Thrills                          | Big Brother and the Holding Company | 1968 | Columbia           |
| I Got Dem Ol' Kozmic Blues Again Mama! | Kozmic Blues Band                   | 1969 | Columbia           |
| Pearl                                  | Full Tilt Boogie                    | 1971 | Columbia           |

Recopilacions posteriors
- 1972 - Big Brother and the Holding Company / Full Tilt Boogie: In Concert (Columbia)
- 1973 - Janis Joplin's Greatest Hits (Columbia)
- 1975 - Janis (CBS)
- 1980 - Anthology
- 1983 - Farewell Song (Columbia)
- 1984 - Cheaper Thrills (Fan Club)
- 1993 - Janis (Columbia Legacy)
- 1995 - 18 Essential Songs (Columbia Legacy)
- 1995 - The Collection
- 1999 - Live at Woodstock: August 19, 1969
- 1999 - Box of Pearls (Sony Legacy)
- 2000 - Super Hits (Sony)
- 2001 - Love, Janis (Sony)
- 2003 - Essential Janis Joplin (Sony)
- 2007 - Very Best of Janis Joplin
- 2009 - The Woodstock Experience (Legacy Recordings)